# Восточные шотландские марки

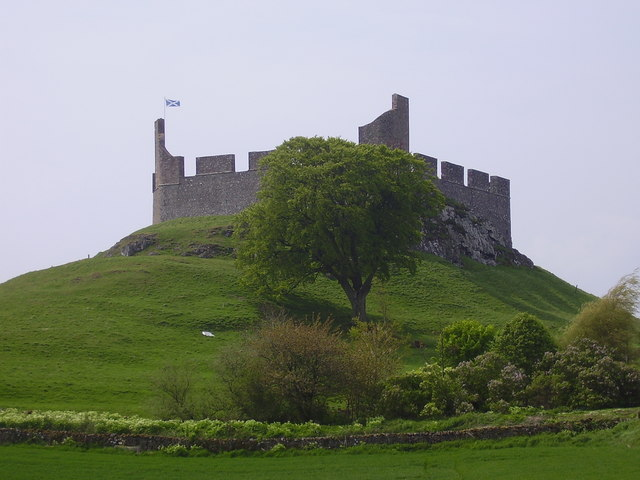
Замок Хьюм — самый значительный из замков Восточных марок

Восточные шотландские марки (англ. East Marches) — самая маленькая из Шотландских марок, располагавшаяся вдоль англо-шотландской границы. Территория марки простиралась примерно от Карема до точки на карте, располагавшейся немного севернее Берика.
Естественной границей между Английским и Шотландским королевством служила здесь река Туид. С шотландской стороны самым значительным замком считался замок Хьюм, располагавшийся в долине Мёрс (Берикшир), считавшейся «житницей Пограничья». Выращиваемые здесь продукты поставлялись в соседние области, в том числе и английские, из-за чего англичане из Берика называли жителей долины «наши добрые соседи... без которых мы бы не могли жить». Ещё одним важным замком Восточных марок был Уарк, снесённый в XVI веке.
Поскольку основные пути рейдеров, которые осуществляли набеги как на Эдинбург, так и на английские владения, как правило лежали через земли Восточных марок, считается, что они наиболее страдали от военных действий в Пограничье.